# (200127) 1997 MO
(200127) 1997 MO es un asteroide perteneciente al cinturón de asteroides, descubierto el 27 de junio de 1997 por el equipo del Spacewatch desde el Observatorio Nacional de Kitt Peak, Arizona, Estados Unidos.

## Designación y nombre
Designado provisionalmente como 1997 MO.

## Características orbitales
1997 MO está situado a una distancia media del Sol de 3,033 ua, pudiendo alejarse hasta 3,480 ua y acercarse hasta 2,586 ua. Su excentricidad es 0,147 y la inclinación orbital 12,22 grados. Emplea 1930,02 días en completar una órbita alrededor del Sol.

## Características físicas
La magnitud absoluta de 1997 MO es 16.